# لوحة الملوك الستة
لوحة الملوك الستة هي لوحة جدارية توجد على جدار قصر عمرة وهو قلعة صحراوية للدولة الأموية في الأردن المعاصر. تصور اللوحة ستة حكام يقفون في صفين من ثلاثة. أربعة من الستة لهم نقوش باللغتين العربية واليونانية وهم: إمبراطور بيزنطي، والملك لذريق من هسبانيا، وإمبراطور ساساني، ونجاشي من أكسوم. يُعتقد أن اللوحة، التي تضررت الآن بشكل كبير، رسمت بين الأعوام 710م و750م، بتكليف من الخليفة الأموي أو أحد أفراد عائلته. وهي واحدة من اللوحات الجدارية الأكثر شهرة في مجمع قصر عمرة.

## الموقع والتاريخ

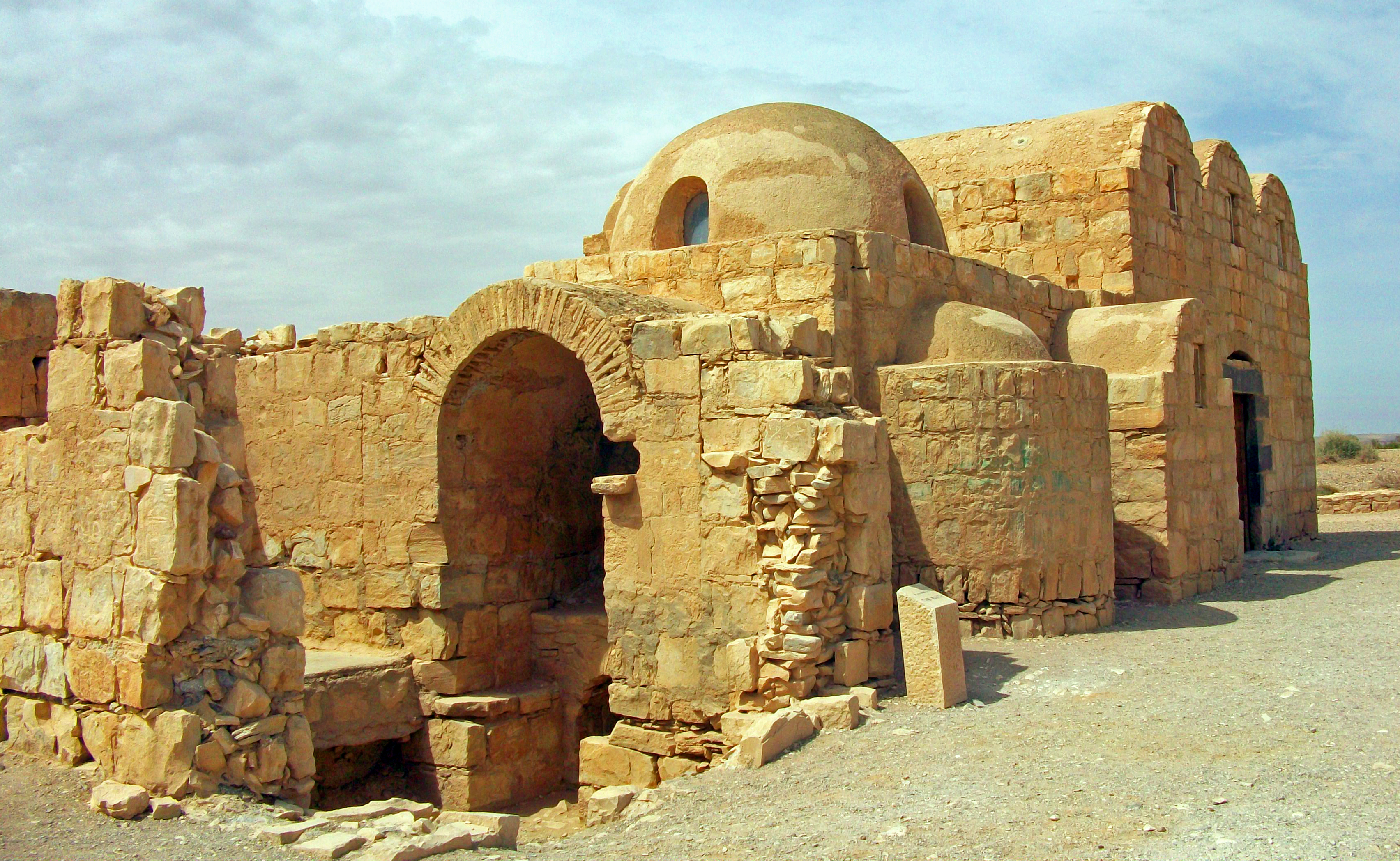
قصر عمرة حيث موقع اللوحة

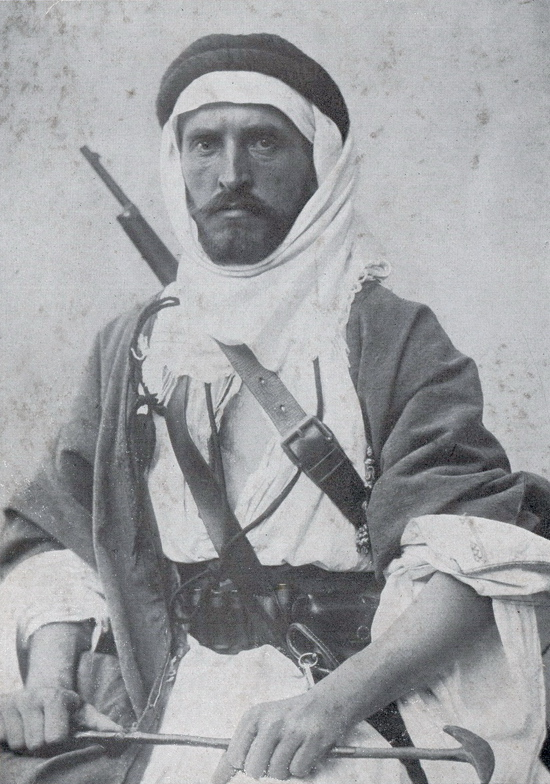
ألويس موسيل، أول غربي الذي واجه اللوحة.

تقع اللوحة في قصر عمرة (الذي يُعرف أيضًا باسم «قصير عمرة»)، وهو بنية صحراوية أموية وموقع تراث عالمي لليونسكو على بعد 85 كيلومتر (53 ميل) شرق عمان و21 كيلومتر (13 ميل) جنوب غرب محمية الأزرق في الأردن. يحتوي المجمع على عدة لوحات جدارية مرسومة على جدرانه. يشير بعد وحجم المبنى إلى أنه كان بمثابة معتكف صحراوي للحكام الأمويين في ذلك الوقت.
تقع اللوحة على الطرف الجنوبي من الجزء الغربي من الجدار الرئيسي. وإلى جانب أعمال أخرى في المجمع، فقد تم تنظيفها وحفظها في السبعينات الميلادية من قبل فريق من متحف إسبانيا الوطني للآثار.
قدرت المؤرخة إليزابيث درايسون أن أقرب تاريخ ممكن للوحة هو 710، عام تتويج لوذريق - أحد الملوك الذين صوروا في اللوحة - وآخرها كان 750، عام الثورة العباسية التي أطاحت الأمويين. الفنان الذي رسم اللوحة الجدارية غير معروف. كان الراعي الذي أمر ببناء المبنى، بما في ذلك اللوحة، على الأرجح أحد الخلفاء الوليد بن عبد الملك (حكم من عام 705 حتى عام 715)، أو الوليد بن يزيد (حكم من عام 743 حتى عام 744) أو يزيد بن الوليد (حكم 744). ربما تم التكليف بعد أن أصبح الراعي خليفة، أو قبل ذلك، عندما كان الراعي أحد أفراد عائلة الخليفة وشغل منصب الوالي أو الوريث.
تمت زيارة المجمع، المألوف منذ فترة طويلة للبدو الرحل المحليين، زيارته لأول مرة من قبل رجل غربي في عام 1898، من قبل العالم التشيكي ألويس موسيل. وصل لأول مرة إلى المجمع وشاهد اللوحات في 8 يونيو من ذلك العام، بعد توجيه من مجموعة من البدو. حاول موسيل ورفيقه الفنان النمساوي ألفونس ليوبولد ميليش إزالة اللوحة من الموقع، مما تسبب في ضرر دائم لها. يوجد الآن جزء من اللوحة، يحتوي على ملصقات وتيجان جزئية لاثنين من الأشكال، في متحف الفن الإسلامي في برلين
تضمن منشور موسيل لعام 1907 وعنوانه Kusejr 'Amra تتبعًا قام به ميليش على الفور، ونسخة موسيل التفسيرية المباشرة، واستنساخ ميليش لاحقًا، ووصف ميليش المكتوب للرسم. تضمن هذا المنشور ملاحظاتهم التي تم إجراؤها قبل حدوث الكثير من الأضرار التي لحقت باللوحة.

## الوصف

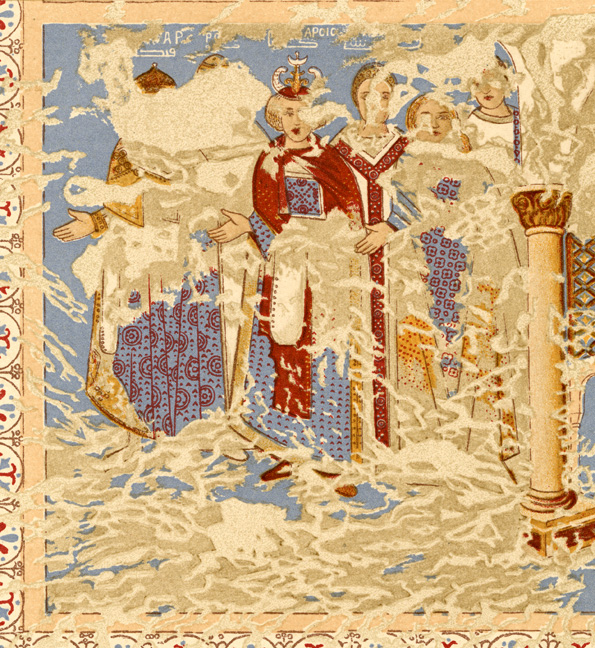
A 1907 استنساخ اللوحة التالفة

اللوحة تضررت بشدة، وهذا أمر يعود جزئيًا إلى الجهود التي بذلها ألويس موسيل لإزالتها. أجزاء كبيرة من الشخصيات وملابسها ليست واضحة. هناك ستة حكام، أو ملوك، واقفون أمام المُشاهد في صفين من ثلاثة. يمد كل ملك كلتا يديه مع قلب النخيل لأعلى. توجد نقوش باليونانية والعربية فوق أربعة شخصيات مكتوبة بحروف بيضاء على خلفية زرقاء، تحددهم بأنهم:
- قيصر، إمبراطور بيزنطي، لا يظهر للعيان، يرتدي الجلباب الإمبراطوري والتاج،[17][3]
- لوذريق، ملك هسبانيا القوطي، بالكاد يظهر، باستثناء غيض خوذة وأردية.[17][3]
- كسرى، إمبراطور ساساني، يظهر شابًا بشعر مجعد، ومرتديًا تاجًا، وعباءة، وأحذية،[18][3]
- النجاشي، حاكم مملكة إكسوم، مرتديًا ملابس خفيفة مع شال أحمر.[5][3]

كانت التسميات هشة بالفعل عندما وجد موسيل اللوحة، وكثير من التسميات فقدت عندما حاول هو وميلك تنظيف اللوحة وإزالتها من الموقع. ومع ذلك، شهد منشور موسيل في العام 1907 استنساخه للتصنيفات قبل الضرر. وبصرف النظر عن الحكام الأربعة المعروفين، ما زال الغموض يكتنف شخصية الحاكمين الآخرين. الهويات محتملة للتكهن بها هي أن يكون أحدهما إمبراطور الصين، وهو زعيم تركي، والآخر حاكم هندي.
وإلى جانب لوحة الملوك الستة، على نفس الجدار، هناك لوحة لامرأة تحمل الكلمة اليونانية ΝΙΚΗ فوقها والتي تعني «النصر» بالعربية. وفي مقابل اللوحة، التي يشير فيها الحكام الستة، هناك لوحة لرجل يجلس على العرش. يوجد فوق هذا الرجل نقش يحتوي على مباركة لشخص أصبح اسمه الآن غير مرئي.

## ترجمة اللوحة
القصد والمعنى من اللوحة غير واضحين وهذا أمر متنازع عليه من قبل العلماء. تعود التفسيرات المتنوعة لهذه اللوحة جزئيًا إلى فقدان المعلومات من الضرر.
وبحسب استشارية الفن الإسلامي باتريشيا بيكر، فإن الكلمة اليونانية «النصر» التي تظهر في مكان قريب تشير إلى أن الصورة كانت تهدف لاقتراح تفوق الخليفة على أعدائه. اقترحت بيتسي ويليامز من متحف متروبوليتان للفنون أن ظهور الأشخاص الستة كان للرحمة، ومن المفترض أن يكونوا نحو الخليفة الجالس في القاعة. قال علماء آخرون بمن فيهم كاتب النصوص العربية ماكس فان بيرشيم والمؤرخ المعماري كريزويل، إن الحكام الستة يمثلون أعداء الإسلام المهزومين.
قال عالم النقائش الإيرانية إرنست هرتسفيلد أن اللوحة هي نسخة أموية أو نسخة من «ملوك الأرض» الساسانية الموجودة في كرمانشاه، كما سجل ياقوت الحموي في كتابه معجم البلدان. لقد فسر مؤرّخ الفن أوليغ غرابار الرسم على أنه محاولة للتعبير عن فكرة أن السلالة الأموية كانت هي سلالة وريثة للسلالات التي هزمتها.

### قائمة المراجع
- Baker، Patricia (1980). "The Frescoes of Amra". عالم أرامكو. ج. 31 رقم  4. ص. 22–25. مؤرشف من الأصل في 2008-08-29. اطلع عليه بتاريخ 2009-05-28.
- Bisheh، Ghazi (2016). ""Fresco panel: 'The Family of Kings'"". Discover Islamic Art, Museum With No Frontiers. مؤرشف من الأصل في 2016-06-24.
- Drayson، Elizabeth (2006). "Ways of Seeing: The First Medieval Islamic and Christian Depictions of Roderick, Last Visigothic King of Spain". Al-Masaq. ج. 18 ع. 2: 115–128. DOI:10.1080/09503110600863443. ISSN:0950-3110.
- Fowden، Garth (20 سبتمبر 2004). Qusayr 'Amra: Art and the Umayyad Elite in Late Antique Syria. University of California Press. ISBN:978-0-520-92960-9. مؤرشف من الأصل في 2014-01-03. Particularly Chapter 7 "The Six Kings".
- Grabar، Oleg (1954). "The Painting of the Six Kings at Quṣayr 'Amrah". Ars Orientalis. ج. 1: 185–187. JSTOR:4628994.
- Khouri، Rami (1990). "Qasr'Amra". عالم أرامكو. ج. 41 رقم  5. ص. 33. مؤرشف من الأصل في 2019-04-16.
- Musil، Alois (1907). Kusejr 'Amra. Vienna: K. Hiersmann.
- Williams، Betsy (12 أبريل 2012). "Qusayr 'Amra". متحف المتروبوليتان للفنون. مؤرشف من الأصل في 2019-06-24.